# Чёрная (река, впадает в Печорское море)
Чёрная (также Паэ-Яга, Пай-Яга) — река в Заполярном районе Ненецкого автономного округа России, впадает в Печорское море (по данным Реестра наименований географических объектов на территории Ненецкого автономного округа впадает в Паханческую губу Баренцева моря). Длина реки составляет 308 км (от истока Сарутаю — 330 км), площадь водосборного бассейна — 7290 км². 
Река вытекает из небольшого безымянного озера на западе Большеземельской тундры, на высоте более 120 м над уровнем моря. В целом, река петляет по равнинной озёрной, часто заболоченной, местности Большеземельской тундры: от истока течёт преимущественно на северо-восток; приняв справа Ярчеяху, поворачивает на восток, а после впадения Пэхэхеяхи — на северо-запад. Берега часто обрывистые, иногда заболоченные. В среднем течении ширина реки 67-105 м и глубина около 2 м. Перед устьем на левом берегу расположена деревня Чёрная. Впадает в Печорское море у мыса Чёрная Лопатка, образуя заболоченную дельту. В низовьях испытывает приливно-отливные течения. Ширина перед устьем — 450 м при глубине 1 м. 

## Основные притоки
Указаны поименованные притоки длиной 30 км и более.
| Название    | Расстояние от устья | Длина | Положение |
| ----------- | ------------------- | ----- | --------- |
| Садаяха     | 80                  | 67    | правый    |
| Надыръяха   | 84                  | 43    | правый    |
| Пэхэхеяха   | 96                  | 56    | правый    |
| Уреръяха    | 104                 | 162   | правый    |
| Табровъяха  | 122                 | 54    | правый    |
| Ярчеяха     | 180                 | 38    | правый    |
| Сейкаргаяха | 255                 | 51    | правый    |
| Юнкою       | 267                 | 37    | левый     |
| Сарутаю     | 282                 | 48    | правый    |

## Данные водного реестра
По данным государственного водного реестра России и геоинформационной системы водохозяйственного районирования территории РФ, подготовленной Федеральным агентством водных ресурсов:
- Бассейновый округ — Двинско-Печорский
- Речной бассейн — Бассейны рек междуречья Печоры и Оби, впадающих в Баренцево море
- Речной подбассейн — нет
- Водохозяйственный участок — Реки бассейна Баренцева моря от восточной границы бассейна реки Печора до восточной границы бассейна реки Большая Ою
- Код водного объекта — 03060000112103000085446